# Filippa Plantagenet
Filippa Plantagenet, gravin van Ulster (Eltham, 16 augustus 1355 - Cork, 5 januari 1382) was een Engelse prinses en lid van het huis Plantagenet. Van 1377 tot 1382 was ze troonsopvolgster van de Engelse troon.

## Levensloop
Filippa was de enige dochter van Lionel van Antwerpen, hertog van Clarence, uit diens eerste huwelijk met Elisabeth de Burgh, gravin van Ulster en dochter van William Donn de Burgh, graaf van Ulster. Haar vader was de derde zoon, de tweede die zijn kindertijd overleefde, van koning Eduard III van Engeland.
Op 24 augustus 1368 huwde ze met de machtige edelman Edmund Mortimer (1351-1381), graaf van March. Het echtpaar stond derde in de lijn van troonsopvolging, na Eduard de Zwarte Prins en diens zoon, de latere koning Richard II. Nadat Filippa's vader in oktober 1368 overleed, erfde ze eveneens het graafschap Ulster, dat door haar echtgenoot werd bestuurd.
In 1377 besteeg Richard II de Engelse troon en werd Filippa de troonsopvolgster van haar neef. Aangezien Richard uiteindelijk geen nakomelingen kreeg, zouden haar nakomelingen na diens dood op de Engelse troon komen, totdat Richard II in 1399 werd afgezet.
Filippa Plantagenet overleed in januari 1382 op 26-jarige leeftijd, ruim een week na haar echtgenoot, en werd bijgezet in de Abdij van Wigmore.

## Nakomelingen
Filippa en Edmund Mortimer kregen vier kinderen:
- Elisabeth (1371-1417), huwde eerst met Sir Henry Percy en daarna in 1406 met baron Thomas Camoys
- Roger (1374-1398), graaf van March en Ulster
- Philippa (1375-1401), huwde eerst met John Hastings, graaf van Pembroke, daarna met Richard Fitzalan, graaf van Arundel, en uiteindelijk met Sir Thomas Poynings
- Edmund (1376-1409), huwde in 1402 met Catrin, dochter van de Welshe opstandelingenleider Owain Glyndŵr